# Senado bizantino
El Senado bizantino fue la continuación del senado romano en el Imperio romano de Oriente, establecido en siglo IV por Constantino I. Sobrevivió como institución durante varios siglos, pero era cada vez más irrelevante hasta su desaparición en el siglo XIII. 
El Senado del Imperio romano de Oriente estaba formado originalmente por senadores romanos que fueron a vivir a Constantinopla, y algunos altos funcionarios promovidos a senadores. Constantino I ofreció tierras a cualquier senador que estuviera dispuesto a trasladarse al Este. Originalmente, este Senado contaba con una autoridad similar a la de los concejos municipales de ciudades importantes del Imperio como Antioquía, aunque luego el emperador Constancio II le otorgó mayores funciones, pasando de ser un concejo municipal a una institución imperial como el Senado de Roma durante Bajo Imperio.
Este senado puede definirse más como una especie de club social y un órgano prestigioso con un peso político relativo aunque importante mientras se mantuvo.

## Declive
El poder del Senado se redujo gradualmente a lo largo de la historia, aunque todavía existía en el siglo XIII. Desde el siglo VII en adelante, podría decirse que era menos una institución que una clase de dignatarios, ya que muchos de sus poderes restantes como institución fueron eliminados mediante reformas legales por los emperadores Basilio I y León VI. El Senado mismo retuvo considerable prestigio, especialmente en el siglo XI cuando el "partido de la corte" llegó al poder tras la muerte de Basilio II. Con el triunfo final de la facción militar con el ascenso de Alejo I Comneno, el poder del Senado comenzó a desvanecerse y el título de senador podía comprársele al Emperador. En 1197 el Senado se reunió -junto con el clero y los gremios de la capital- con la intención de aprobar un impuesto especial, el Alamanikon. Los senadores se negaron a ser evaluados para el impuesto, ya que era contrario a la costumbre, y el emperador se vio obligado a gravar las provincias y eximir a la capital. El último acto conocido del Senado fue elegir a Nicolás Kanabos como Emperador en oposición a Isaac II y Alejo IV durante la Cuarta Cruzada. Bajo la dinastía Paleólogo, el título de Senador sobrevivió por un tiempo, pero en la crisis de mediados del siglo XIV, la antigua institución desapareció para siempre.